# Грамоніти
Грамоніти (рос. граммониты, англ. grammonites, нім. Grammoniten pl) — вибухові речовини, до складу яких входить гранульована аміачна селітра та тротил. Колишня назва — зерногрануліти. Різновидом водостійких Г. є гранітол. Використовується на кар'єрах з кінця 1950-х років.
Синонім — ЗЕРНОГРАНУЛІТИ.